# Copa Mundial de Sóftbol Femenino Sub-18 de 2025
La Copa Mundial de Sóftbol Femenino Sub-18 de 2025 es la decimoquinta edición de la Copa Mundial de Sóftbol Femenino Sub-18, que será organizado por primera vez por tres naciones. 
El torneo, con una historia de 42 años y 14 ediciones, pasó a un ciclo de cuatro años y cambió su formato de competencia a partir de 2024. La fase de grupos se llevó a cabo entre el 23 julio y el 9 de septiembre de 2024 en São Paulo, Pingtan y Dallas. Las finales se llevarán a cabo del 27 de septiembre y 2 de octubre de 2025 en la propia ciudad de Oklahoma City en Estados Unidos. 
La última edición de la Copa Mundial de Sóftbol Femenino Sub-18 de la WBSC se jugó en Lima, Perú, en diciembre de 2021, y Estados Unidos conquistó su cuarto título mundial de sóftbol femenino juvenil consecutivo, y octavo en general, luego de una dramática victoria por 1-0 contra China Taipéi en la final. 

## Sedes
El 13 de diciembre de 2023 la Confederación Mundial de Béisbol y Sóftbol anunciaba el otorgamiento de los derechos de hospedaje de uno de los grupos y las Finales de la Copa Mundial de Sóftbol Femenino Sub-18 WBSC a Dallas, Estados Unidos.
Esta será la primera vez que Dallas sea sede de una Copa Mundial de Sóftbol de cualquier categoría. Estados Unidos ha sido sede de la Copa Mundial de Sóftbol Femenino Sub-18 (anteriormente denominada Campeonato Mundial de Sóftbol Femenino Junior y Copa Mundial de Sóftbol Femenino Sub-19) seis veces en el pasado, incluyendo Fargo 1985, Oklahoma 1987, Normal 1995, Oklahoma 2015, Clearwater 2017 e Irvine 2019. 
El 21 de diciembre de 2023 se anunció que la Copa regresaría a China después de 21 años. Nankín, la ciudad capital de la provincia de Jiangsu, fue sede del evento en 2003. Al mismo tiempo, esta será la tercera Copa Mundial de Sóftbol en suelo chino, habiendo sido también sede de la Copa Mundial de Sóftbol Femenino de 2006 en Beijing, un clasificatorio para los Juegos Olímpicos de Beijing 2008. 
Ese mismo día se anuncia a la ciudad brasileña de Sao Paulo como sede del otro grupo mundialista. Brasil será sede de una Copa Mundial de Sóftbol por primera vez, convirtiéndose en la nación número 16 en organizar una Copa Mundial de Sóftbol Femenino (en todas las categorías). Contando también las Copas Mundiales de Sóftbol Masculino, Brasil será la vigésima nación anfitriona de un evento global de sóftbol. 
El Grupo A se disputará en Sao Paulo, Brasil, del 23 al 27 de julio; El Grupo B se disputará del 14 al 18 de agosto en Pingtan, China. El Grupo C se disputará del 29 de agosto al 2 de septiembre en Dallas, Estados Unidos. 
| Grupo A                                 | Grupo B                       | Grupo C y Finales                       | Grupo C y Finales                       | Grupo C y Finales                       |
| Sao Paulo, Brasil                       | Pingtan, China                | Dallas, y Oklahoma City, Estados Unidos | Dallas, y Oklahoma City, Estados Unidos | Dallas, y Oklahoma City, Estados Unidos |
| --------------------------------------- | ----------------------------- | --------------------------------------- | --------------------------------------- | --------------------------------------- |
| Estádio Municipal de Beisebol Mie Nishi | Estadio de Sóftbol de Pingtan | The Village Dallas                      | Oge Energy Field                        | Devon Park - Lugar 2                    |
|                                         |                               |                                         |                                         |                                         |
| Capacidad: 2500                         | Capacidad: 5030               | Capacidad:                              | Capacidad:                              | Capacidad:                              |

## Árbitros

### Grupo A
Árbitros:
- Megan Hylton
- Gabriela Elizabeth Jimenez
- Nicolas Elezar
- Anderson Umakoshi
- Kris Lee Hartley
- Maykel Garcia
- Ashely Mmkola
- Bradley Criag Newton
- Carlos Alberto Pardon

#### Grupo B
Árbitros:
- Kerry Franklin
- Hu-Yue
- Jianying-Xu
- Junxiao-Li
- Tao Cheng
- Jo-Boyeon
- Ibon Arébalo
- Koji Ogawa
- Miki Yabe
- Anthony Kaiaruna
- Tshang Sheng-Hu

#### Grupo C
Árbitros:
- Analia Merizzi
- Patrica Hamamoto
- Emma Rose Jerome Smith
- Kris-Lee Hartley
- Laura McMillan
- Denis Codarini
- Yu-Sung Lin
- John Baca
- Naomi Erdahl
- Stacy Michelle Newton

### Marcadores y Comisiones Tecnicas

#### Grupo A
- Jorginho Kozano
- Regina Someya
- Ricadro Yokohama
- Sayuki Egashira
- William Cogollo
- Carlos del Pino
- Eleonora Toneli
- Giovanni Sanna
- Juan Cubillo
- Daniela Osaki
- Ray Gutierrez

#### Grupo B
- Huanyun Shen
- Jiaqui Xu
- Liu Yuxue
- Min Xue
- Susan Zhang
- Xin Xie
- Roberto Castro
- Akane Touki
- Fuka Nakamura
- Jisuk-Woo
- Kok Wooi See

#### Grupo C
- Cristian Lacout
- Brooke Penflod
- Guillem Alzamora
- Masayoshi Sato
- Gabriel Almaraz
- Horng Wayne
- Annete Williams
- Jackie Shults
- Paige Bong
- Rich Cress
- Steven McCown

## Formato de competición
Bajo el nuevo formato, la fase de grupos y las Finales de los Mundiales se juegan en años consecutivos. Un total de 18 equipos participarán en la Copa Mundial de Sóftbol Femenino Sub-18, distribuidos en tres grupos diferentes para la Etapa de Grupos.
Dos equipos de cada grupo, más dos comodines, avanzarán a la Final, que se jugará en 2025. 
Cada grupo de seis equipos jugará un round robin único y los cuatro mejores equipos de la clasificación avanzarán a los play-offs. Los play-offs se abrirán con un partido eliminatorio entre los equipos en tercer y cuarto lugar, seguido de un enfrentamiento uno contra dos, en el que el ganador obtendrá el primer boleto disponible para la final. El ganador del primer juego (3 contra 4) y el perdedor del segundo juego (1 contra 2) se enfrentarán en el Juego de Repechaje, en una competencia en la que el ganador se lo lleva todo por el segundo lugar en las Finales del próximo año.
Los criterios de designación de comodines para las Finales son (en orden):
Criterio 1: Un lugar comodín asegurado para el país anfitrión;

Criterio 2: Equipo(s) con el mejor tercer puesto en la fase de grupos, según la clasificación final de la edición anterior de la Copa del Mundo;

Criterio 3: Equipo(s) en tercer lugar en la fase de grupos según la posición más alta en el Ranking WBSC al final del año calendario anterior.
Durante la fase final, después de un round-robin de grupo, los dos primeros clasificados de cada grupo avanzan a la Súper Ronda, mientras que los equipos número tres y cuatro competirán en la Ronda de Colocación. Los cabezas de serie número uno y dos después de la Súper Ronda competirán en la final de la Copa Mundial. Los finalistas tercero y cuarto jugarán por el bronce. 

## Equipos participantes
Con el nuevo formato aprobado de 18 equipos nacionales, la WBSC ha distribuido los cupos continentales de la siguiente manera:
- Wild card Anfitriones 2 cupos:  Estados Unidos,  Brasil
- WBSC Europe 3 cupos:  República Checa,  Italia,  Irlanda [10][11]
- WBSC Asia 3 cupos:  Japón,  China Taipéi,  China [12]
- WBSC Oceanía 2 cupos:  Nueva Zelanda,  Australia [13]
- WBSC Américas 5 cupos:  Puerto Rico,  Canadá,  México,  Perú,  Colombia [14][15]
- WBSC Africa 2 cupos
- Wild card 1+2 cupos:  Reino Unido,  Países Bajos,  Filipinas [16]

Los participantes fueron determinados a través de los campeonatos continentales. Debido a la ausencia de selecciones y torneos clasificatorios en África, los dos cupos disponibles para este continente fueron otorgados como invitaciones para equipos que no alcanzaron la clasificación mediante sus respectivos campeonatos continentales. 
| Equipo          | Ranking | Participaciones anteriores (Última vez) | Mejor resultado                                          |
| --------------- | ------- | --------------------------------------- | -------------------------------------------------------- |
| Estados Unidos  | 1       | 14 (2021)                               | Campeón (1987, 1995, 2007, 2011, 2015, 2017, 2019, 2021) |
| Brasil          | 22      | 6 (2019)                                | Séptimo (2011, 2013)                                     |
| China           | 17      | 13 (2019)                               | Campeón (1985)                                           |
| República Checa | 9       | 9 (2021)                                | Quinto (2021)                                            |
| Italia          | 6       | 8 (2019)                                | Noveno (1987, 1995, 2015)                                |
| Irlanda         | 21      | 2 (2019)                                | 14.º (2019)                                              |
| Japón           | 3       | 13 (2019)                               | Campeón (1981, 1991, 1999, 2003, 2013)                   |
| China Taipéi    | 4       | 13 (2021)                               | Subcampeón (2021)                                        |
| Nueva Zelanda   | 33      | 11 (2019)                               | Cuarto (2013)                                            |
| Australia       | 10      | 13 (2019)                               | Tercero (1991, 1995, 2003, 2007, 2013)                   |
| Puerto Rico     | 2       | 7 (2021)                                | Tercero (2015, 2017, 2021)                               |
| Canadá          | 5       | 13 (2019)                               | Tercero (2019)                                           |
| México          | 7       | 8 (2021)                                | Cuarto (2021)                                            |
| Perú            | 14      | 2 (2021)                                | Sexto (2021)                                             |
| Colombia        | 33      | 2 (2021)                                | Octavo (2021)                                            |
| Reino Unido     | 13      | 3 (2017)                                | Noveno (2013)                                            |
| Países Bajos    | 8       | 12 (2021)                               | Sexto (1985, 1987, 2007)                                 |
| Filipinas       | 15      | 4 (2017)                                | Noveno (2003)                                            |

Año en cursiva significa sede del evento. Año en negrita significa campeón del evento.

## Fase de grupos

### Grupo A
El Grupo A se disputará en Sao Paulo, Brasil, del 23 al 27 de julio de 2024.
| Pos | Equipo          | JJ | JG | JP | CA | CP | DC  | Dif | Calificación             |
| --- | --------------- | -- | -- | -- | -- | -- | --- | --- | ------------------------ |
| 1   | China Taipéi    | 6  | 6  | 0  | 26 | 24 | +2  | -   | Final del Grupo A        |
| 2   | República Checa | 7  | 5  | 2  | 5  | 25 | -20 | 1.5 | Final del Grupo A        |
| 3   | Nueva Zelanda   | 7  | 3  | 4  | 38 | 14 | +24 | 3.5 | Tercer lugar del Grupo A |
| 4   | Reino Unido     | 6  | 2  | 4  | 0  | 31 | -31 | 4   | Tercer lugar del Grupo A |
| 5   | Brasil          | 6  | 3  | 3  | 2  | 13 | -13 | 3   | Quinto lugar del Grupo A |
| 6   | Colombia        | 6  | 0  | 6  | 5  | 11 | 6   | 6   | Quinto lugar del Grupo A |

| Ronda | Fecha               | Hora Local | Equipo visitante | Marcador | Equipo local    | Inn. | Sede                                    | Duración | Asistencia | Boxscore |
| ----- | ------------------- | ---------- | ---------------- | -------- | --------------- | ---- | --------------------------------------- | -------- | ---------- | -------- |
| 1     | 23 de julio de 2024 | 12:00      | Nueva Zelanda    | 4:8      | China Taipéi    | 7    | Estádio Municipal de Beisebol Mie Nishi |          |            | Boxscore |
| 1     | 23 de julio de 2024 | 15:00      | Colombia         | 0:7      | Brasil          | 5    | Estádio Municipal de Beisebol Mie Nishi |          |            | Boxscore |
| 1     | 23 de julio de 2024 | 18:00      | Reino Unido      | 0:9      | República Checa | 4    | Estádio Municipal de Beisebol Mie Nishi |          |            | Boxscore |
| 2     | 24 de julio de 2024 | 10:00      | China Taipéi     | 10:2     | Colombia        | 5    | Estádio Municipal de Beisebol Mie Nishi |          |            | Boxscore |
| 2     | 24 de julio de 2024 | 13:00      | China Taipéi     | 16:1     | Brasil          | 4    | Estádio Municipal de Beisebol Mie Nishi |          |            | Boxscore |
| 2     | 24 de julio de 2024 | 16:00      | Brasil           | 1:2      | Reino Unido     | 7    | Estádio Municipal de Beisebol Mie Nishi |          |            | Boxscore |
| 2     | 24 de julio de 2024 | 19:00      | República Checa  | 3:8      | Nueva Zelanda   | 7    | Estádio Municipal de Beisebol Mie Nishi |          |            | Boxscore |
| 3     | 25 de julio de 2024 | 10:00      | Reino Unido      | 0:10     | China Taipéi    | 4    | Estádio Municipal de Beisebol Mie Nishi |          |            | Boxscore |
| 3     | 25 de julio de 2024 | 13:00      | Colombia         | 1:8      | Reino Unido     | 5    | Estádio Municipal de Beisebol Mie Nishi |          |            | Boxscore |
| 3     | 25 de julio de 2024 | 16:00      | Colombia         | 4:11     | República Checa | 6    | Estádio Municipal de Beisebol Mie Nishi |          |            | Boxscore |
| 3     | 25 de julio de 2024 | 19:00      | Brasil           | 8:6      | Nueva Zelanda   | 7    | Estádio Municipal de Beisebol Mie Nishi |          |            | Boxscore |
| 4     | 26 de julio de 2024 | 10:00      | República Checa  | 2:6      | China Taipéi    | 7    | Estádio Municipal de Beisebol Mie Nishi |          |            | Boxscore |
| 4     | 26 de julio de 2024 | 13:00      | Brasil           | 1:5      | República Checa | 7    | Estádio Municipal de Beisebol Mie Nishi |          |            | Boxscore |
| 4     | 26 de julio de 2024 | 16:00      | Nueva Zelanda    | 13:11    | Reino Unido     |      | Estádio Municipal de Beisebol Mie Nishi |          |            | Boxscore |
| 4     | 26 de julio de 2024 | 19:00      | Nueva Zelanda    | 11:9     | Colombia        |      | Estádio Municipal de Beisebol Mie Nishi |          |            | Boxscore |

#### Play-offs
| Ronda        | Fecha               | Hora local | Equipo visitante | Marcador | Equipo local    | Inn. | Sede                                    | Duración | Asistencia | Boxscore |
| ------------ | ------------------- | ---------- | ---------------- | -------- | --------------- | ---- | --------------------------------------- | -------- | ---------- | -------- |
| Quinto lugar | 27 de julio de 2024 | 10:00      | Colombia         | 5:6      | Brasil          | 7    | Estádio Municipal de Beisebol Mie Nishi |          |            | Boxscore |
| Tercer lugar | 27 de julio de 2024 | 13:00      | Reino Unido      | 0:2      | República Checa | 7    | Estádio Municipal de Beisebol Mie Nishi |          |            | Boxscore |
| Final        | 27 de julio de 2024 | 16:00      | Nueva Zelanda    | 1:9      | China Taipéi    | 5    | Estádio Municipal de Beisebol Mie Nishi |          |            | Boxscore |
| Repechaje    | 27 de julio de 2024 | 19:00      | República Checa  | 7:1      | Nueva Zelanda   | 7    | Estádio Municipal de Beisebol Mie Nishi |          |            | Boxscore |

Equipos clasificados a la final:
- Campeón del Grupo A:  China Taipéi
- Repechaje:  República Checa

Jugadora más valiosa del Grupo A:  Chou Yi-Ting

### Grupo B
El Grupo B se disputará en Pingtan, China, del 14 al 18 de agosto de 2024. 
| Pos | Equipo       | JJ | JG | JP | CA | CP | DC  | Dif | Calificación             |
| --- | ------------ | -- | -- | -- | -- | -- | --- | --- | ------------------------ |
| 1   | Japón        | 5  | 5  | 0  | 31 | 24 | +7  | -   | Final del Grupo B        |
| 2   | China        | 5  | 4  | 1  | 12 | 5  | +7  | 1   | Final del Grupo B        |
| 3   | Puerto Rico  | 5  | 3  | 2  | 3  | 5  | -2  | 2   | Tercer lugar del Grupo B |
| 4   | Países Bajos | 5  | 2  | 3  | 7  | 0  | +7  | 3   | Tercer lugar del Grupo B |
| 5   | Italia       | 5  | 1  | 4  | 0  | 15 | -15 | 4   | Quinto lugar del Grupo B |
| 6   | Perú         | 5  | 0  | 5  | 1  | 0  | +1  | 5   | Quinto lugar del Grupo B |

| Ronda | Fecha                | Hora local | Equipo Visitante | Marcador | Equipo Local | Inn. | Sede                           | Duración | Asistencia | Boxscore |
| ----- | -------------------- | ---------- | ---------------- | -------- | ------------ | ---- | ------------------------------ | -------- | ---------- | -------- |
| 1     | 15 de agosto de 2024 | 9:00       | Puerto Rico      | 1:8      | Japón        | 6    | Estadio de Sóftbol de Pingtan  |          |            | Boxscore |
| 2     | 16 de agosto de 2024 | 14:30      | Italia           | 0:10     | Japón        | 4    | Estadio de Sóftbol de Pingtan  |          |            | Boxscore |
| 2     | 16 de agosto de 2024 | 16:20      | Países Bajos     | 3:4      | Puerto Rico  | 7    | Estadio de Sóftbol de Pingtan  |          |            | Boxscore |
| 2     | 16 de agosto de 2024 | 18:40      | China            | 8:0      | Perú         | 5    | Estadio de Sóftbol de Pingtan  |          |            | Boxscore |
| 3     | 17 de agosto de 2024 | 15:00      | China            | 3:0      | Países Bajos | 5    | Estadio de Sóftbol de Pingtan  |          |            | Boxscore |
| 3     | 17 de agosto de 2024 | 16:25      | Perú             | 0:13     | Italia       | 4    | Estadio de Sóftbol de Pingtan  |          |            | Boxscore |
| 3     | 17 de agosto de 2024 | 18:10      | Japón            | 10:0     | Países Bajos | 5    | Estadio de Sóftbol de Pingtan  |          |            | Boxscore |
| 3     | 17 de agosto de 2024 | 19:55      | Italia           | 0:1      | Puerto Rico  | 5    | Estadio de Sóftbol de Pingtan  |          |            | Boxscore |
| 4     | 18 de agosto de 2024 | 10:00      | Puerto Rico      | 1:3      | China        | 5    | Estadio de Sóftbol de Pingtan  |          |            | Boxscore |
| 4     | 18 de agosto de 2024 | 11:30      | Perú             | 0:6      | Japón        | 5    | Estadio de Sóftbol de Pingtan  |          |            | Boxscore |
| 4     | 18 de agosto de 2024 | 15:30      | China            | 1:0      | Italia       | 5    | Estadio de Sóftbol de Pingtan  |          |            | Boxscore |
| 4     | 18 de agosto de 2024 | 16:55      | Países Bajos     | 1:0      | Perú         | 5    | Estadio de Sóftbol de Pingtan  |          |            | Boxscore |
| 4     | 18 de agosto de 2024 | 19:00      | Perú             | 1:11     | Puerto Rico  | 4    | Estadio de Sóftbol de Pingtan  |          |            | Boxscore |
| 2     | 19 de agosto de 2024 | 9:00       | Países Bajos     | 3:2      | Italia       | 5    | Estadio de Sóftbol de Pingtan  |          |            | Boxscore |
| 2     | 19 de agosto de 2024 | 11:00      | Japón            | 21:2     | China        | 4    | Estadio de Sóftball de Pingtan |          |            | Boxscore |

#### Play-offs
| Ronda        | Fecha                | Hora local | Equipo visitante                        | Marcador  | Equipo local                            | Inn. | Sede                          | Duración | Asistencia | Boxscore |
| ------------ | -------------------- | ---------- | --------------------------------------- | --------- | --------------------------------------- | ---- | ----------------------------- | -------- | ---------- | -------- |
| Quinto lugar | 18 de agosto de 2024 | :          | [[Selección femenina de sóftbol de \|]] | Cancelado | [[Selección femenina de sóftbol de \|]] | —    | Estadio de Sóftbol de Pingtan |          |            |          |
| Tercer lugar | 18 de agosto de 2024 | :          | [[Selección femenina de sóftbol de \|]] | Cancelado | [[Selección femenina de sóftbol de \|]] |      | Estadio de Sóftbol de Pingtan |          |            |          |
| Final        | 18 de agosto de 2024 | :          | [[Selección femenina de sóftbol de \|]] | Cancelado | [[Selección femenina de sóftbol de \|]] |      | Estadio de Sóftbol de Pingtan |          |            |          |
| Repechaje    | 18 de agosto de 2024 | :          | [[Selección femenina de sóftbol de \|]] | Cancelado | [[Selección femenina de sóftbol de \|]] |      | Estadio de Sóftbol de Pingtan |          |            |          |

Equipos clasificados a la final:
- Campeón del Grupo B:  Japón
- Repechaje:  Puerto Rico

Jugadora más valiosa del Grupo B:  Chinomi Momoko

### Grupo C
El Grupo C se disputará en Dallas, Estados Unidos, del 29 de agosto al 2 de septiembre de 2024. 
| Pos | Equipo         | JJ | JG | JP | CA | CP | DC  | Dif | Calificación             |
| --- | -------------- | -- | -- | -- | -- | -- | --- | --- | ------------------------ |
| 1   | Estados Unidos | 6  | 6  | 0  | 34 | 22 | +12 | -   | Final del Grupo C        |
| 2   | Canadá         | 7  | 5  | 2  | 11 | 15 | -4  | 1.5 | Final del Grupo C        |
| 3   | México         | 7  | 4  | 3  | 6  | 11 | -5  | 2.5 | Tercer lugar del Grupo C |
| 4   | Australia      | 6  | 2  | 4  | 11 | 0  | +11 | 4   | Tercer lugar del Grupo C |
| 5   | Filipinas      | 6  | 2  | 4  | 0  | 8  | -8  | 4   | Quinto lugar del Grupo C |
| 6   | Irlanda        | 6  | 0  | 6  | 0  | 2  | -2  | 6   | Quinto lugar del Grupo C |

| Ronda | Fecha                   | Hora local | Equipo Visitante | Marcador | Equipo Local   | Inn. | Sede               | Duración | Asistencia | Boxscore |
| ----- | ----------------------- | ---------- | ---------------- | -------- | -------------- | ---- | ------------------ | -------- | ---------- | -------- |
| 1     | 29 de agosto de 2024    | 13:20      | Australia        | 7:4      | Filipinas      | 7    | The Village Dallas |          |            | Boxscore |
| 1     | 29 de agosto de 2024    | 17:50      | Canadá           | 9:0      | México         | 5    | The Village Dallas |          |            | Boxscore |
| 1     | 29 de agosto de 2024    | 20:20      | Irlanda          | 0:15     | Estados Unidos | 3    | The Village Dallas |          |            | Boxscore |
| 2     | 30 de agosto de 2024    | 9:30       | México           | 6:4      | Filipinas      | 9    | The Village Dallas |          |            | Boxscore |
| 2     | 30 de agosto de 2024    | 12:30      | Filipinas        | 5:2      | Irlanda        | 7    | The Village Dallas |          |            | Boxscore |
| 2     | 30 de agosto de 2024    | 15:30      | Estados Unidos   | 10:0     | Australia      | 4    | The Village Dallas |          |            | Boxscore |
| 2     | 30 de agosto de 2024    | 20:30      | Estados Unidos   | 9:1      | Canadá         | 6    | The Village Dallas |          |            | Boxscore |
| 3     | 31 de agosto de 2024    | 9:30       | Australia        | 4:0      | Irlanda        | 7    | The Village Dallas |          |            | Boxscore |
| 3     | 31 de agosto de 2024    | 12:30      | Irlanda          | 0:8      | Canadá         | 5    | The Village Dallas |          |            | Boxscore |
| 3     | 31 de agosto de 2024    | 15:30      | Filipinas        | 0:6      | Canadá         | 7    | The Village Dallas |          |            | Boxscore |
| 3     | 31 de agosto de 2024    | 18:30      | México           | 0:15     | Estados Unidos | 3    | The Village Dallas |          |            | Boxscore |
| 4     | 1 de septiembre de 2024 | 9:30       | Canadá           | 2:0      | Australia      | 7    | The Village Dallas |          |            | Boxscore |
| 4     | 1 de septiembre de 2024 | 12:30      | Australia        | 0:2      | México         | 7    | The Village Dallas |          |            | Boxscore |
| 4     | 1 de septiembre de 2024 | 15:30      | Irlanda          | 0:9      | México         | 5    | The Village Dallas |          |            | Boxscore |
| 4     | 1 de septiembre de 2024 | 18:30      | Filipinas        | 0:7      | Estados Unidos | 5    | The Village Dallas |          |            | Boxscore |

#### Play-offs
| Ronda        | Fecha                   | Hora local | Equipo visitante | Marcador | Equipo local   | Inn. | Sede               | Duración | Asistencia | Boxscore |
| ------------ | ----------------------- | ---------- | ---------------- | -------- | -------------- | ---- | ------------------ | -------- | ---------- | -------- |
| Quinto lugar | 2 de septiembre de 2024 | 10:30      | Irlanda          | 0:4      | Filipinas      | 7    | The Village Dallas |          |            | Boxscore |
| Tercer lugar | 2 de septiembre de 2024 | 13:00      | Australia        | 5:6      | México         | 7    | The Village Dallas |          |            | Boxscore |
| Final        | 2 de septiembre de 2024 | 15:30      | Canadá           | 0:7      | Estados Unidos | 6    | The Village Dallas |          |            | Boxscore |
| Repechaje    | 2 de septiembre de 2024 | 18:30      | México           | 2:9      | Canadá         | 5    | The Village Dallas |          |            | Boxscore |

Equipos clasificados a la final:
- Campeón del Grupo C:  Estados Unidos
- Repechaje:  Canadá

Jugadora más valiosa del Grupo C:  Alexa Hae Hames

### Equipos clasificados mediantewild card
- México
- Puerto Rico

## Finales
La fase final se desarrollará entre el 27 de septiembre y el 2 de octubre de 2025, en Oklahoma City, Estados Unidos

### Grupo A
| Pos | Equipo         | JJ | JG | JP | CA | CP | DC | Dif | Calificación           |
| --- | -------------- | -- | -- | -- | -- | -- | -- | --- | ---------------------- |
| 1   | Canadá         | 0  | 0  | 0  | 0  | 0  | 0  | -   | Súper Ronda            |
| 2   | China          | 0  | 0  | 0  | 0  | 0  | 0  | -   | Súper Ronda            |
| 3   | China Taipéi   | 0  | 0  | 0  | 0  | 0  | 0  | -   | Ronda de Clasificación |
| 4   | Estados Unidos | 0  | 0  | 0  | 0  | 0  | 0  | -   | Ronda de Clasificación |

| Ronda | Fecha                    | Hora Local | Equipo visitante | Marcador | Equipo local   | Inn. | Sede                 | Duración | Asistencia | Boxscore |
| ----- | ------------------------ | ---------- | ---------------- | -------- | -------------- | ---- | -------------------- | -------- | ---------- | -------- |
| 1     | 27 de septiembre de 2025 | 15:30      | Canadá           | :        | China Taipéi   |      | Devon Park - Lugar 2 |          |            |          |
| 1     | 27 de septiembre de 2025 | 15:30      | China            | :        | Estados Unidos |      | Oge Energy Field     |          |            |          |
| 1     | 27 de septiembre de 2025 | 20:00      | China Taipéi     | :        | Estados Unidos |      | Oge Energy Field     |          |            |          |
| 2     | 28 de septiembre de 2025 | 11:00      | Canadá           | :        | China          |      | Devon Park - Lugar 2 |          |            |          |
| 2     | 28 de septiembre de 2025 | 15:30      | China            | :        | China Taipéi   |      | Devon Park - Lugar 2 |          |            |          |
| 2     | 28 de septiembre de 2025 | 18:30      | Estados Unidos   | :        | Canadá         |      | Devon Park - Lugar 2 |          |            |          |

### Grupo B
| Pos | Equipo          | JJ | JG | JP | CA | CP | DC | Dif | Calificación           |
| --- | --------------- | -- | -- | -- | -- | -- | -- | --- | ---------------------- |
| 1   | República Checa | 0  | 0  | 0  | 0  | 0  | 0  | -   | Súper Ronda            |
| 2   | Japón           | 0  | 0  | 0  | 0  | 0  | 0  | -   | Súper Ronda            |
| 3   | México          | 0  | 0  | 0  | 0  | 0  | 0  | -   | Ronda de Clasificación |
| 4   | Puerto Rico     | 0  | 0  | 0  | 0  | 0  | 0  | -   | Ronda de Clasificación |

| Ronda | Fecha                    | Hora Local | Equipo visitante | Marcador | Equipo local    | Inn. | Sede                 | Duración | Asistencia | Boxscore |
| ----- | ------------------------ | ---------- | ---------------- | -------- | --------------- | ---- | -------------------- | -------- | ---------- | -------- |
| 1     | 27 de septiembre de 2025 | 11:00      | México           | :        | Puerto Rico     |      | Devon Park - Lugar 2 |          |            |          |
| 1     | 27 de septiembre de 2025 | 11:00      | Japón            | :        | República Checa |      | Oge Energy Field     |          |            |          |
| 1     | 27 de septiembre de 2025 | 20:00      | República Checa  | :        | Puerto Rico     |      | Devon Park - Lugar 2 |          |            |          |
| 2     | 28 de septiembre de 2025 | 11:00      | México           | :        | Japón           |      | Oge Energy Field     |          |            |          |
| 2     | 28 de septiembre de 2025 | 15:30      | Puerto Rico      | :        | Japón           |      | Oge Energy Field     |          |            |          |
| 2     | 28 de septiembre de 2025 | 18:30      | República Checa  | :        | México          |      | Oge Energy Field     |          |            |          |

### Ronda de Clasificación
| Pos | Equipo | JJ | JG | JP | CA | CP | DC | Dif |
| --- | ------ | -- | -- | -- | -- | -- | -- | --- |
| 1   |        | 0  | 0  | 0  | 0  | 0  | 0  | -   |
| 2   |        | 0  | 0  | 0  | 0  | 0  | 0  | -   |
| 3   |        | 0  | 0  | 0  | 0  | 0  | 0  | -   |
| 4   |        | 0  | 0  | 0  | 0  | 0  | 0  | -   |

| Ronda | Fecha                    | Hora Local | Equipo visitante | Marcador | Equipo local | Inn. | Sede             | Duración | Asistencia | Boxscore |
| ----- | ------------------------ | ---------- | ---------------- | -------- | ------------ | ---- | ---------------- | -------- | ---------- | -------- |
| 1     | 29 de septiembre de 2025 | :          | A4               | :        | B4           |      | Oge Energy Field |          |            |          |
| 1     | 29 de septiembre de 2025 | :          | A3               | :        | B3           |      | Oge Energy Field |          |            |          |
| 2     | 30 de septiembre de 2025 | :          | B4               | :        | A3           |      | Oge Energy Field |          |            |          |
| 2     | 30 de septiembre de 2025 | :          | A4               | :        | B3           |      | Oge Energy Field |          |            |          |

### Súper Ronda
| Pos | Equipo | JJ | JG | JP | CA | CP | DC | Dif | Calificación |
| --- | ------ | -- | -- | -- | -- | -- | -- | --- | ------------ |
| 1   |        | 0  | 0  | 0  | 0  | 0  | 0  | -   | Final        |
| 2   |        | 0  | 0  | 0  | 0  | 0  | 0  | -   | Final        |
| 3   |        | 0  | 0  | 0  | 0  | 0  | 0  | -   | Tercer Lugar |
| 4   |        | 0  | 0  | 0  | 0  | 0  | 0  | -   | Tercer Lugar |

| Ronda | Fecha                    | Hora Local | Equipo visitante | Marcador | Equipo local | Inn. | Sede             | Duración | Asistencia | Boxscore |
| ----- | ------------------------ | ---------- | ---------------- | -------- | ------------ | ---- | ---------------- | -------- | ---------- | -------- |
| 1     | 29 de septiembre de 2025 | :          | A2               | :        | B2           |      | Oge Energy Field |          |            |          |
| 1     | 29 de septiembre de 2025 | :          | A1               | :        | B1           |      | Oge Energy Field |          |            |          |
| 2     | 30 de septiembre de 2025 | :          | B2               | :        | A1           |      | Oge Energy Field |          |            |          |
| 2     | 30 de septiembre de 2025 | :          | A2               | :        | B1           |      | Oge Energy Field |          |            |          |

## Ronda Final

### Tercer Lugar
| Equipo | 1 | 2 | 3 | 4 | 5 | 6 | 7 | C | H | E |
| ------ | - | - | - | - | - | - | - | - | - | - |
|        | 0 | 0 | 0 | 0 | 0 | 0 | 0 | 0 | 0 | 0 |
|        | 0 | 0 | 0 | 0 | 0 | 0 | 0 | 0 | 0 | 0 |

### Final
| Equipo | 1 | 2 | 3 | 4 | 5 | 6 | 7 | C | H | E |
| ------ | - | - | - | - | - | - | - | - | - | - |
|        | 0 | 0 | 0 | 0 | 0 | 0 | 0 | 0 | 0 | 0 |
|        | 0 | 0 | 0 | 0 | 0 | 0 | 0 | 0 | 0 | 0 |

## Estadísticas

### Clasificación general
|    | Equipo        | PJ | PG | PP | CF | CC | Dif | PCT  | PD  |
| -- | ------------- | -- | -- | -- | -- | -- | --- | ---- | --- |
| 1  |               | 0  | 0  | 0  | 0  | 0  | 0   | 0.0  | —   |
| 2  |               | 0  | 0  | 0  | 0  | 0  | 0   | 0.0  | —   |
| 3  |               | 0  | 0  | 0  | 0  | 0  | 0   | 0.0  | —   |
| 4  |               | 0  | 0  | 0  | 0  | 0  | 0   | 0.0  | —   |
| 5  |               | 0  | 0  | 0  | 0  | 0  | 0   | 0.0  | —   |
| 6  |               | 0  | 0  | 0  | 0  | 0  | 0   | 0.0  | —   |
| 7  |               | 0  | 0  | 0  | 0  | 0  | 0   | 0.0  | —   |
| 8  |               | 0  | 0  | 0  | 0  | 0  | 0   | 0.0  | —   |
| 9  | Nueva Zelanda | 7  | 3  | 4  | 38 | 14 | +24 | .429 | 3.5 |
| 10 | Brasil        | 6  | 3  | 3  | 2  | 13 | -11 | 5.00 | 3   |
| 11 | Australia     | 6  | 2  | 4  | 11 | 0  | +11 | 3.33 | 4   |
| 12 | Reino Unido   | 6  | 2  | 4  | 0  | 31 | -31 | 3.33 | 4   |
| 13 | Filipinas     | 6  | 2  | 4  | 0  | 8  | -8  | 3.33 | 4   |
| 14 | Colombia      | 6  | 0  | 6  | 5  | 11 | 0   | 0.00 | 6   |
| 15 | Irlanda       | 6  | 0  | 6  | 0  | 2  | -2  | 0.00 | 6   |
| 16 | Países Bajos  | 5  | 2  | 3  | 7  | 0  | +7  | 4.00 | 3   |
| 17 | Italia        | 5  | 1  | 4  | 0  | 15 | -15 | 2.00 | 4   |
| 18 | Perú          | 5  | 0  | 5  | 1  | 0  | +1  | 0.00 | 5   |